# Sant Somplesi
Sant Somplesi (en francès Saint-Sulpice) és un municipi francès, situat al departament del Tarn i a la regió d'Occitània.

## Toponimia
Lo nom de Sent Somplesi es lo d'un avesque de Borges, o dos segon los autors, als sègles VI e VII. En toponimia, se rencontra la fòrma sabenta de son nom (Sulpici) o de fòrmas d'evolucion populara (Soplesi, Soplèsi, Somplesi, Sepise, etc), o tanben de fòrmas d'evolucion populara influenciadas per la fòrma sabenta, generalament utilizada oficialament en francés.

## Demografia
| 1968                                       | 1975 | 1982 | 1990 | 1999  | 2004  | 2006  | 2007  |
| ------------------------------------------ | ---- | ---- | ---- | ----- | ----- | ----- | ----- |
| nc                                         | nc   | nc   | nc   | 4.805 | 6.402 | 7.378 | 7.612 |
| Des de 1962: població sense dobles comptes |      |      |      |       |       |       |       |

## Administració
| Període   | Identitat       | Partit |
| --------- | --------------- | ------ |
| 1944-1965 | André Milhes    |        |
| 1965-1981 | Georges Spénale |        |
| 1981-1989 | Denis Poulet    |        |
| 1989-     | Bernard Soulet  |        |

155/5000

### Llocs i monuments notables

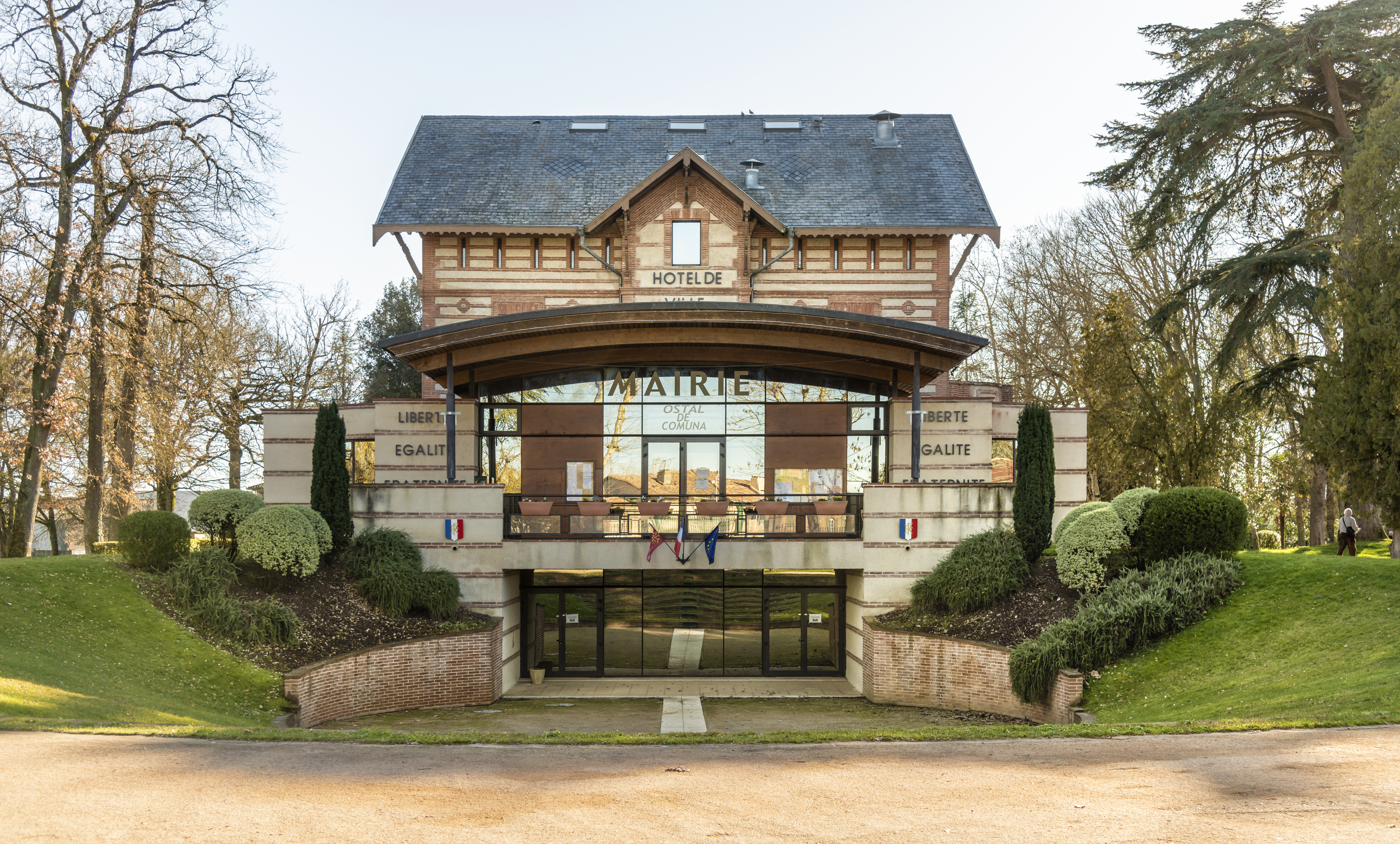
Ajuntament
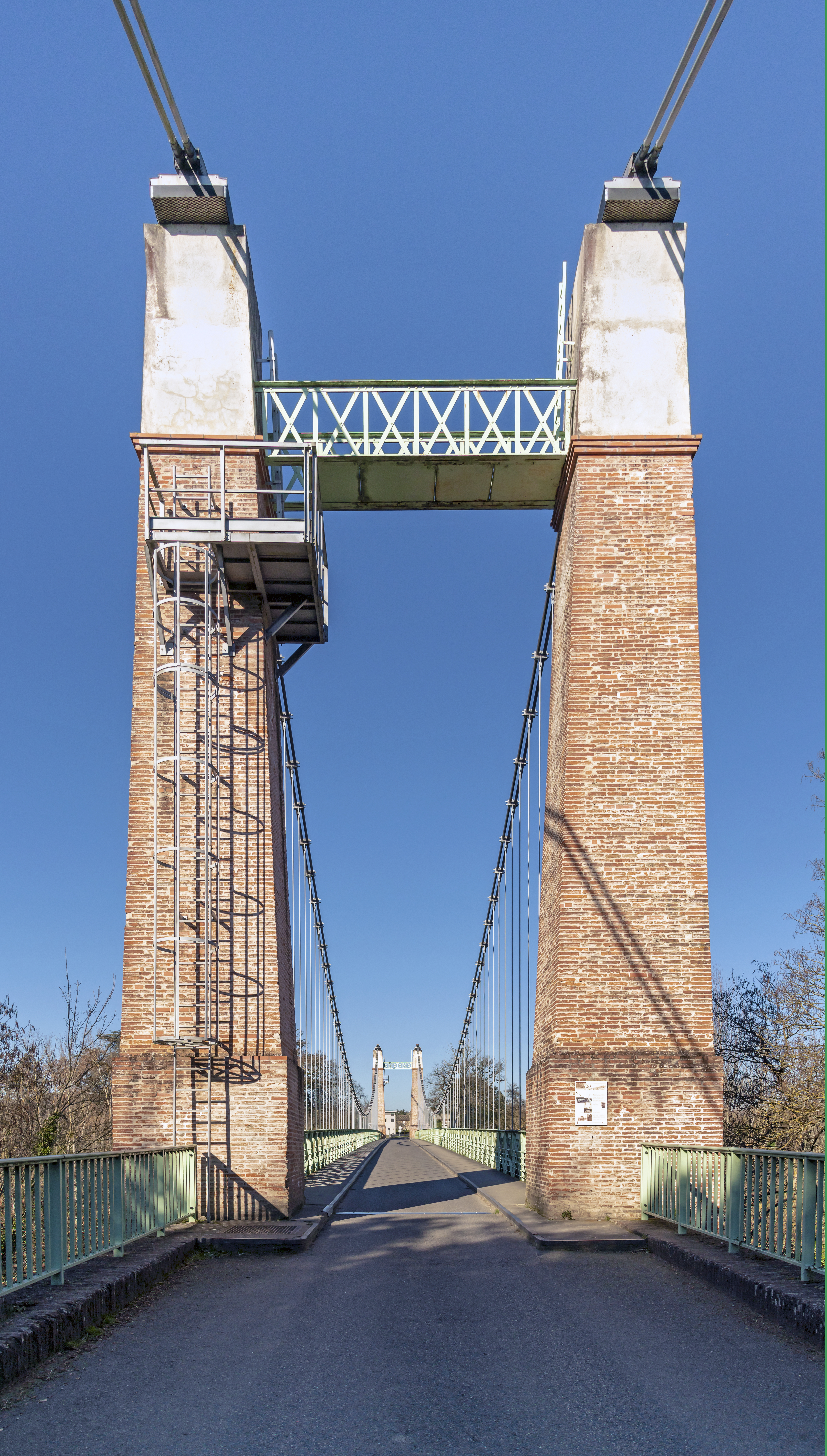
El pont penjant sobre l'Agout.
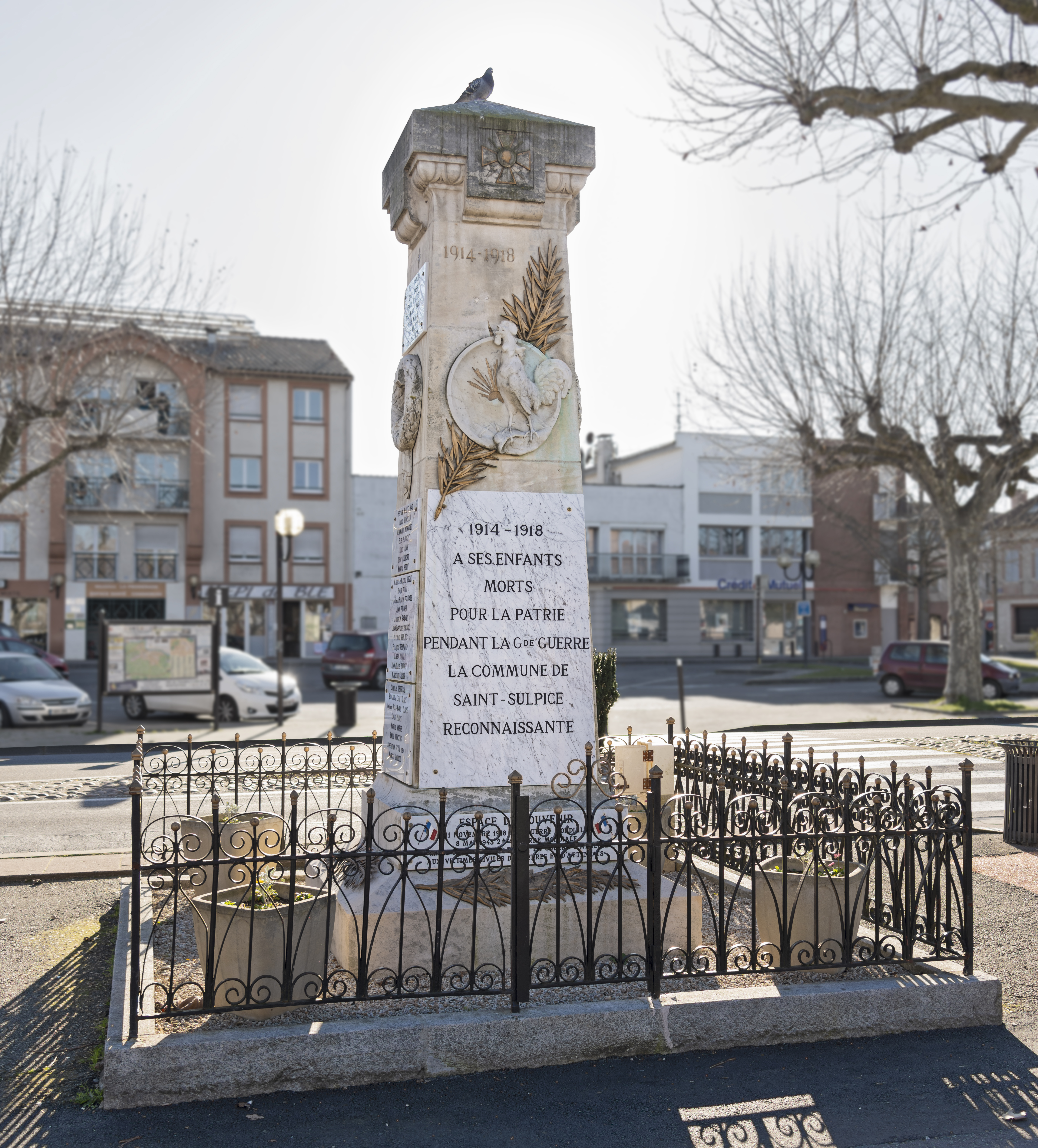
Monument a la guerra.
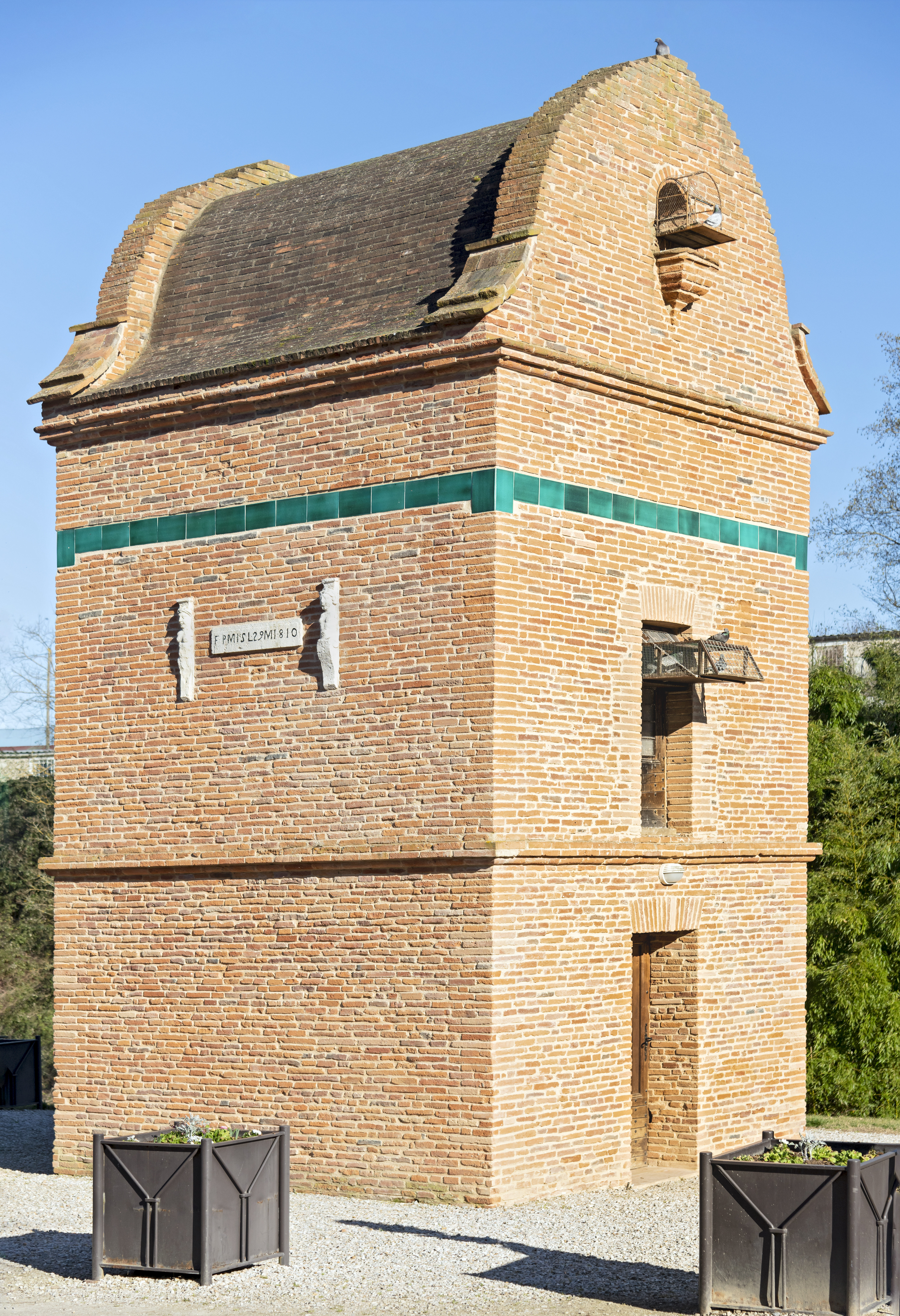
Penyal de 1810
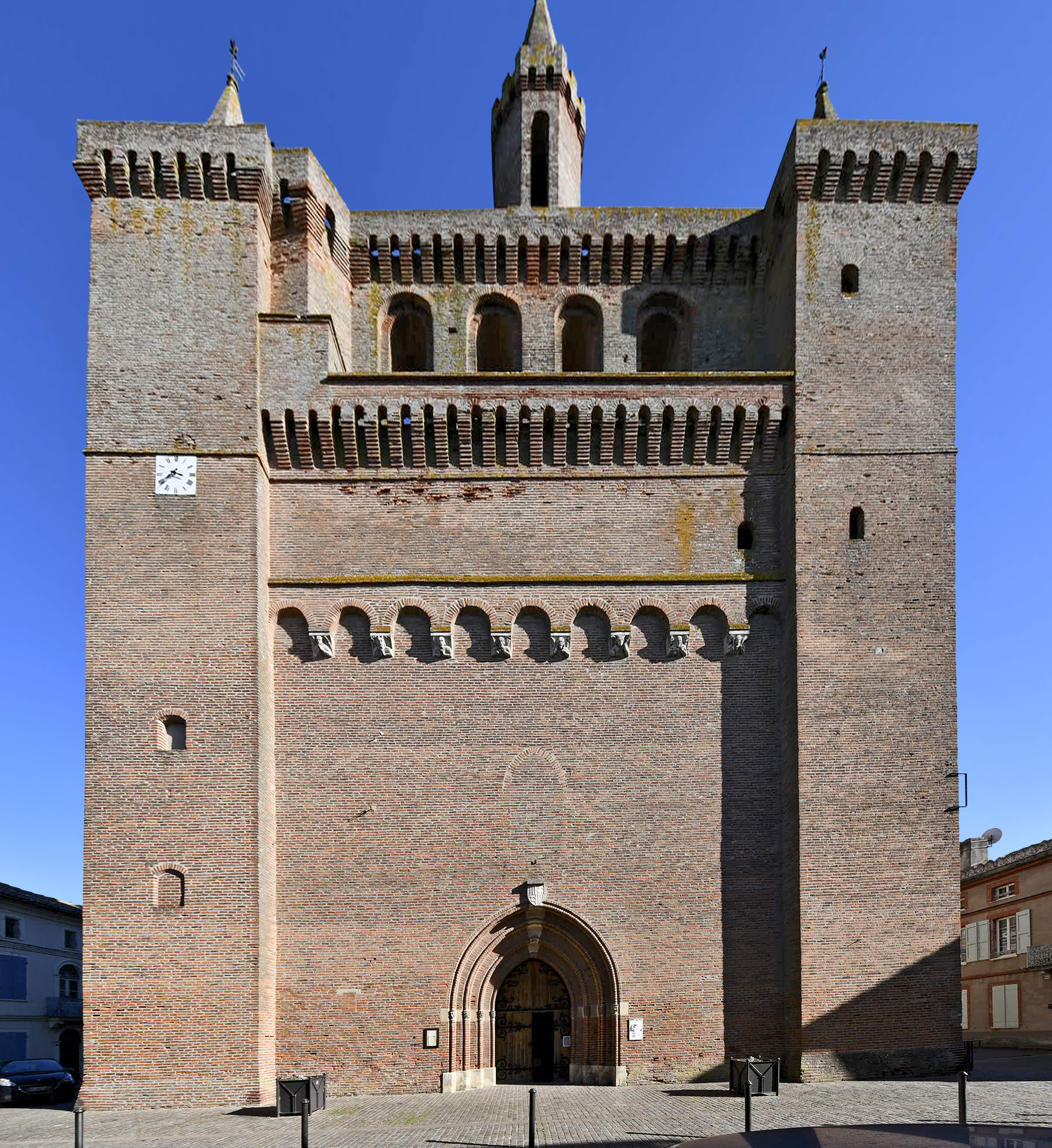
Església Notre-Dame
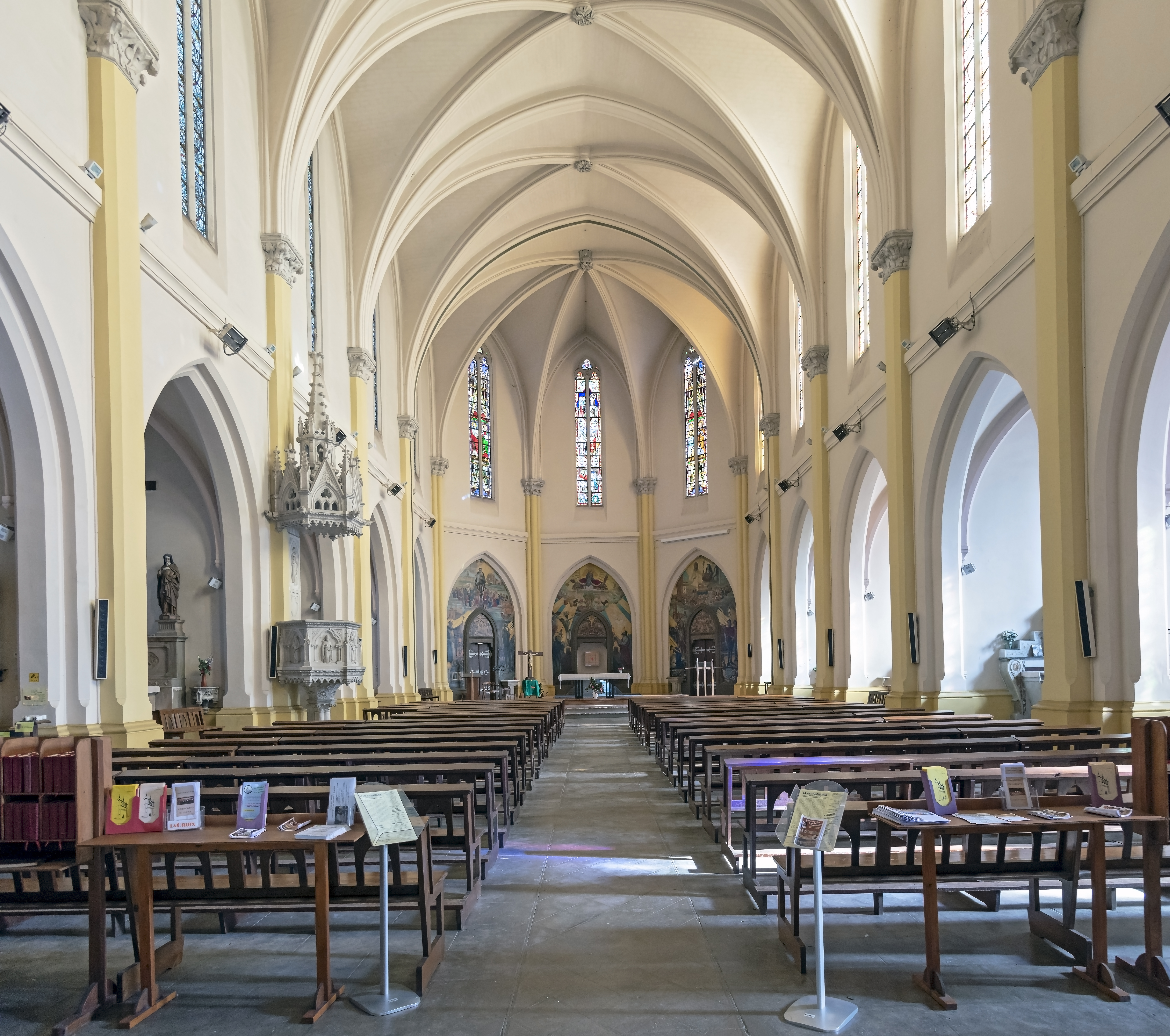
Vista de la nau